# Homofonía
La homofonía (del griego: homóphōnos, formado por hómoios, 'igual, parecido, semejante'; y phōnḗ, 'sonido, voz') es un fenómeno lingüístico por el cual dos palabras de campos semánticos diferentes coinciden en la forma externa. Es decir, son palabras que suenan igual pero significan cosas distintas.

## Homofonía y homografía
Las palabras homófonas pueden a su vez ser homógrafas si también se escriben igual, como traje del verbo traer o traje de vestir, o bien heterógrafas si se escriben de forma diferente, pero se pronuncian igual, como vaca de animal y baca del coche.
En español y otros idiomas, los «acentos diacríticos» son una manera de distinguir en la escritura. En español todas las palabras homógrafas son trivialmente homófonas, aunque en la ortografía del inglés existen palabras homógrafas que no son homófonas (por ejemplo: tear [tɪər] 'lágrima' / tear [tɛər] 'desgarrón', wound [wuːnd] 'herida' / wound [waʊnd] 'enrollado').

## Homofonía  en español
En español, no todas las palabras homófonas son homógrafas. Esto se debe a que no existe una relación uno a uno entre el conjunto de letras y el de fonemas. Estos son algunos ejemplos:

Palabras con B y V
- Acerbo (amargo), acervo (conjunto)
- Ballenato (cría de la ballena), vallenato (género musical colombiano).
- Barita (óxido de bario), varita (vara pequeña)
- Barón (título nobiliario), varón (hombre)
- Baya (fruto carnoso), vaya (conjugación verbo ir), valla (reja, cerca)
- Bate (palo usado para golpear la pelota), vate (poeta)
- Botar (una pelota, saltar, echar), votar (elecciones).
- Baso (verbo basar), vaso (recipiente para depositar líquido)
- Bello (hermoso), vello (pelo que sale más corto y suave que el de la cabeza y de la barba)
- Bienes (propiedades), vienes (del verbo ir)

Palabras con S, C, o Z, en regiones con seseo 
- Abrasar (de quemar), abrazar (dar abrazo)
- Asar (cocinar al fuego), azar (casualidad)
- Asia (continente), hacia (preposición)
- Basa (de basarse, justificar), baza (conjunto de cartas que en ciertos juegos de naipes recoge quien gana la mano)
- Bazo (un órgano del cuerpo), baso (verbo basar) y vaso (recipiente para depositar líquido)
- Casa (vivienda) y caza (acción de cazar)
- Casar (matrimonio) y cazar (verbo, acción de buscar animales para atraparlos o matarlos)
- Coser (unir con hilo) y cocer (cocinar, preparar un alimento)
- cegar (dejar ciego), segar (cortar)
- cien (cantidad), sien (lado de la frente)
- ciervo (animal), siervo (esclavo)
- cima (lo más alto), sima (abismo)

Palabras con y sin H
- A (preposición), ha (del verbo haber), ah (expresión de asombro)
- Aré (del verbo arar), haré (del verbo hacer)
- Abría (del verbo abrir), habría (del verbo haber)
- Arte (virtud y habilidad para hacer algo), harte (del verbo hartar)
- As (campeón), has (del verbo haber)
- Has (del verbo haber), haz (del verbo hacer)
- Asta (cuerno, mástil), hasta (preposición)
- Ay (exclamación), hay (del verbo haber)
- Aya (mujer que cría niños), haya (del verbo haber), haya (árbol)
- Desecho (desperdicio), deshecho (del verbo deshacer)
- E (conjunción), he (del verbo haber), eh (interjección)
- echo (del verbo echar), hecho (del verbo hacer)
- errar (equivocarse), herrar (poner herradura)
- O (conjunción), oh (exclamación)
- Ola (oleaje), hola (interjección)
- Onda (ondulación), honda (profunda)
- Uso (del verbo usar), huso (instrumento para hilar y devanar)

Palabras con G y J
- Agito (del verbo agitar), y ajito (diminutivo de ajo).
- gira (de girar), jira (tira o cinta, pedazo de tela)
- grabar (técnica de dibujo y escultura), grabar (técnica audiovisual), gravar (poner impuesto),

Palabras con LL o Y, en regiones con yeísmo
- Arrollo (del verbo arrollar), arroyo (río pequeño)
- Halla (del verbo hallar), haya (árbol; forma del verbo haber)
- La halla (la encuentra), La Haya (ciudad de los Países Bajos).
- Rallar (desmenuzar), rayar (hacer rayas)
- Valla (cerco, barrera, del verbo vallar), vaya (del verbo ir, interjección)